# Kyjov (Havlíčkův Brod)
Kyjov é uma comuna checa localizada na região de Vysočina, distrito de Havlíčkův Brod.